# Acanthemblemaria hancocki
Acanthemblemaria hancocki is een  straalvinnige vissensoort uit de familie van snoekslijmvissen (Chaenopsidae). De wetenschappelijke naam van de soort is voor het eerst geldig gepubliceerd in 1936 door Myers & Reid.
De soort staat op de Rode Lijst van de IUCN als niet bedreigd, beoordelingsjaar 2007.